# Galibe ibne Abderramão
Galibe Abu Tamame Anaciri (Galib Abu Tammam An-Nasiri), também conhecido como Galibe ibne Abderramão (Gālib ibn ʿAbd ar-Raḥmān),  foi um poderoso e exitoso general do Califado de Córdova de origem eslava (Siclabi). Serviu os três primeiros califas cordoveses, pois foi libertado (maula) da escravidão por Abderramão III (r. 912–961), atingiu suas melhores posições sob Aláqueme II (r. 961–976) e faleceu durante o reinado de Hixame II (r. 976–1009). Por ser libertado por Abderramão, e seguindo o costume, adotou o nome dele como patronímico. Ele notabilizou-se em três frentes ao longo de sua carreira: a luta na fronteira setentrional do Alandalus contra as incursões dos reis cristãos, a contenção do avanço das forças do Califado Fatímida no Magrebe e a proteção com a armada califal das costas andalusinas frente as invasões normandas.

## Vida

### Marca Média

Califado de Córdova ca. 1000

Galibe era um escravo de origem eslava (sacaliba) pertencente ao séquito do califa Abderramão III (r. 912–961). Em data incerta, foi libertado (maula) por Abderramão e, seguindo a tradição, usou o patronímico ibne Abderramão Naciri (ibn ʿAbd al-Raḥmān al-Nāṣirī) para homenagear seu antigo senhor. Em 942, recebeu sua primeira posição de relevância nas tropas califais. Em 946, foi colocado no comando da Marca Média como alcaide (chefe do exército fronteiriço). Nessa capacidade, segundo o tardio Almacari, reconstruiu o Castelo de Medinaceli (946-947) e usou-o como base para invadir o Reino de Leão no alto e médio vale do Douro. Em 953, atacou o leonês Condado de Castela, obtendo muitos prisioneiros e butim, mas a fronteira permaneceu inalterada. Em 955, atacou a costa do Califado Fatímida na Ifríquia (norte da Argélia e Líbia e atual Tunísia) para se vingar do saque de Almeria pela frota siciliana do califa Almuiz (r. 953–975). O primeiro ataque falhou, mas em 956 Galibe voltou com outra esquadra de 70 navios, tomou e incendiou Marsa Alcaraz (Alcalá) e saqueou os arredores de Susa e Tabarca. No mesmo ano, infligiu dura derrota à frota cristã.
Em 960, Abderramão restaurou o deposto Sancho I no trono leonês em troca de 10 fortalezas fronteiriças, mas essa condição não foi cumprida com a morte do califa morreu em outubro de 961. O rival de Sancho, Ordonho IV, fugiu à corte do conde Fernão Gonçalves (r. 931–970), que, em obediência ao tratado entre seu soberano, agora Sancho, e o califado, enviou-o para Galibe em Medinaceli, que o mandou a Córdova. Lá, em abril de 962, foi indagado pelo califa Aláqueme II (r. 961–976) e aceitou defender o acordo de Sancho se o califa repusesse seu trono. Antes do acordo ser formalizado, Sancho renovou sua promessa, mas tão logo Ordonho faleceu em 962/963, Sancho mudou de ideia. Ele então aliou-se com o Reino de Navarra e o Condado de Barcelona para atacar o califado. Aláqueme pessoalmente liderou um exército à fronteira no verão de 963, tomando as fortalezas de Gormaz e Atiença, enquanto Galibe e Iáia ibne Maomé Altujibi, governador de Saragoça, lideraram longo ataque contra Navarra. Galibe capturou Calaorra e Altujibi derrotou o rei Garcia Sanches I (r. 925–970). De acordo com outra reconstituição, porém, Gormaz caiu perante as forças muçulmanas em 960 e foi refortificada por Galibe em 965, enquanto em 966 o mesmo Galibe atacou os reinos cristãos conseguindo bastante butim e em 968 tomou Calaorra.
Em 1 de julho de 971, Galibe participou na recepção do conde Borrel II, antes de partir apressadamente para enfrentar a frota normanda que ameaçava os territórios ocidentais do califado. Em setembro, regressou às províncias ocidentais e coordenou ações nas diversas esquadras cordovesas contra os normandos. Em 972, após atacar Santiago de Compostela em 970 e a costa atlântica do califado em finais de junho de 971, os normandos assolaram as costas entre o Douro e Santarém. Em junho, a armada combinada das frotas califais do Atlântico e Mediterrâneo comandadas respectivamente por Galibe e o almirante Abderramão ibne Maomé ibne Rumais enfrentaram os invasores no estuário do rio Tejo, salvaram a base nava da frota atlântica de Sevilha e expulsaram definitivamente os normandos. Mais tarde, os muçulmanos perseguiram os invasores pela costa, garantindo que não voltariam a ameaçar o califado e retornaram vitoriosos a Córdova em setembro.

### Comandante supremo

Magrebe em finais do século X

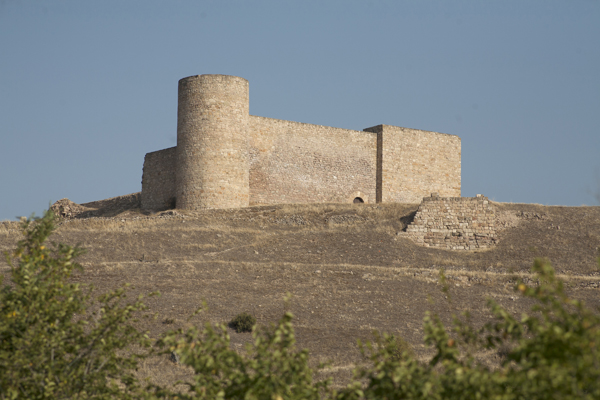
Restos do Castelo de Medinaceli

Em 20 de janeiro de 972, Galibe foi promovido à posição de comandante supremo (alcaide alalá). Em 15 de abril, liderou o exército que atravessou ao Magrebe para enfrentar o rebelde idríssida Haçane ibne Alcácime Canune (r. 954/955–974), que desde os anos 950 era vassalo do Califado Fatímida, mas foi derrotado. Em 973 e 974, invadiu o Magrebe, onde combateu a cavalaria rebelde idríssida. Em junho de 973, recebeu reforços para seguir a campanha e dirigiu operações próximo a Tânger e em outubro tomou Baçorá. Sitiou Haçane em sua fortaleza de Hajar Nácer enquanto tratou de subornar seus partidários, mas só conseguiu submetê-lo em março de 974. Em junho, anunciou a submissão de Fez e em setembro voltou a Córdova em triunfo na companhia de Haçane. Em novembro e dezembro, novos diplomas de autoridade (sigilos; sijilat em árabe) foram dados aos senhores menores da Marca Média, concedendo autoridade sobre terras e castelos. Neles, emitidos sob ordens de Galibe, que à época talvez residia em Guadalaxara, ele aparece como zaime (chefe) desses senhores, que provavelmente eram seus seguidores eslavos estabelecidos na área para formar um pequeno enclave de território leal a ele.
Em março de 975, se encarregou da organização do retorno das tropas instaladas no Magrebe para utilizá-las nas marcas e logo se dedicou às operações de reforço das defesas de Saragoça. Em maio ou junho, antes do ataque surpresa do conde castelhano Garcia Fernandes em Deça, dirigiu-se a Medinaceli para conduzir expedições contra os cristãos. Gormaz foi cercada por uma força conjunta castelhano-leonesa-navarra. Galibe, com ajuda dos governadores de Saragoça e Lérida, marchou contra os sitiantes, derrotando-os em 28 de junho após atravessar Baraona e Berlanga. Poucos dias depois, em 8 de julho, derrotou Garcia Fernandes ao sul do Douro, perto de Langa. Em 15 de julho, anunciou a Córdova as vitórias sobre os castelhanos. Suas façanhas tanto no norte como no Magrebe levaram Aláqueme a outorgar-lhe o título de "Senhor das Duas Espadas" (Dul Ceifeine), que havia sido dado pelo regente abássida Almuafaque em Bagdá para seu general Ixaque ibne Cundaje em 883. Apenas o califa, seu filho Hixame e seu primeiro-ministro, Jafar ibne Otomão Almuxafi estiveram presente na cerimônia de outorga, cuja realização foi variadamente datada antes (em 22 de abril) ou depois dos eventos com os castelhanos. Em seguida, Galibe estabeleceu-se em Medinaceli e levou para junto de si ibne Abi Amir, o futuro governante de Córdova, que nomeou como seu general intendente. A ele seguiram vários outros atraídos por sua recente promoção.

### Dissenções no califado
Após a morte de Aláqueme em 976, Hixame foi proclamado califa em outubro como apoio de sua mãe, a sultana Soba (que se chamada Aurora por ter nascido cristã, numa casa nobre, e entregue como escrava ao califa por um inimigo de seu pai). Após uma curta crise sucessória, começou o enfrentamento entre o ministro Jafar e Almançor, mão-direita da mãe de Hixame. Galibe, intrigado com o ministro, não reagiu diante as incursões dos Estados cristãos, que aproveitaram a morte de Aláqueme para fazer raides. A ascensão de Almançor fez Jafar reconciliar-se com Galibe, que foi convocado à capital e confirmado como comandante das forças fronteiriças e recebeu o novo título de duplo vizir. Enquanto isso, Almançor havia conseguido o comando das tropas da capital. Ambos realizaram uma segunda campanha na primavera de 977 durante a qual concordaram em eliminar Almuxafi. Galibe recomendou a Almançor, que havia facilitado sua nomeação como duplo vizir, que utilizasse seu novo prestígio militar para solicitar a prefeitura de Córdova, naquele momento ocupada por um dos filhos de Almuxafi. A destituição, aprovada pelo califa sem consultar nem o afetado nem seu pai, produziu a ruptura entre Jafar e Almançor, até então considerado fiel servidor do ministro.
Almuxafi reagiu ao episódio desbaratando a aliança deles e solicitando a mão de Asma, uma das filha de Galibe, para um de seus filhos. Apesar de aceitar a proposta, Galibe mudou de ideia e entregou a mão de sua filha a Almançor diante das pressões na corte, fomentadas pelo próprio Almançor. Depois de uma fastuosa boda, citada por vários autores diferentes (ibne Bassame, ibne Idari, ibne Alcatibe, Abzeme, ibne Abedal Maleque de Marraquexe), sogro e genro partiram para uma nova expedição militar. Na volta, Suba conseguiu que Hixame nomeasse Galibe como seguindo ministro, situação inédita na história do califado. Almuxafi ficou encurralado pelas coalizões de Galibe e Almançor e viu seu antigo poder se esfacelar.
Logo surgem dissenções entre Galibe e Almançor devido as diversas manobras do último: a construção de uma residência palaciana (Medina Alzaira), a crescente presença de tropas berberes fiéis a ele e o ferrenho controle ao acesso ao califa. Enquanto Almançor invejada o contínuo prestígio militar de Galibe, que diminuía suas sucessivas vitórias militares, ele temia as manobras de seu genro e seus contatos com forças berberes magrebinas. A rivalidade explodiu em 980, em Atiença, durante uma campanha contra os Estados cristãos: durante uma disputa num banquete, Galibe atacou Almançor com espada em punhos que, ferido, teve que fugir apressadamente da fortaleza para salvar sua vida. Almançor reagiu capturando a vizinha Medinaceli e saqueando os bens de Galibe, que os guardava ali. Galibe se viu obrigado a refugiar-se no território cristão junto de seus fiéis e se aliou com castelhanos e navarros em abril de 981, conseguindo derrotar as forças de Almançor que partiram para enfrentá-lo. Almançor reuniu tropas berberes, cordovesas e fronteiriças e arrasou a fronteira oriental durante dois meses antes de se preparar para um novo choque contra seu sogro perto da fortaleza de Torre Vicente. Galibe marchou com suas tropas ainda leais e seus aliados navarros e castelhanos e a batalha ocorreu em 9 e 10 de julho de 981. À beira de alcançar a vitória sobre Almançor, Galibe apareceu morto, aparentemente de causas naturais, desbaratando suas forças que, em grande parte, desertaram. Seu corpo foi mutilado por seus próprios homens, desejosos de provar sua morte diante do vencedor. Esfolado e recheado com algodão, seu cadáver foi exibido crucificado na Porta da Vitória de Medina Azaira, onde permaneceu até sua destruição.